# Palaquium rubiginosum
Palaquium rubiginosum är en tvåhjärtbladig växtart som först beskrevs av George Henry Kendrick Thwaites, och fick sitt nu gällande namn av Adolf Engler. Palaquium rubiginosum ingår i släktet Palaquium och familjen Sapotaceae. IUCN kategoriserar arten globalt som sårbar.
Artens utbredningsområde är Sri Lanka. Inga underarter finns listade i Catalogue of Life.